# شهدطوطیک یقه‌سرخ

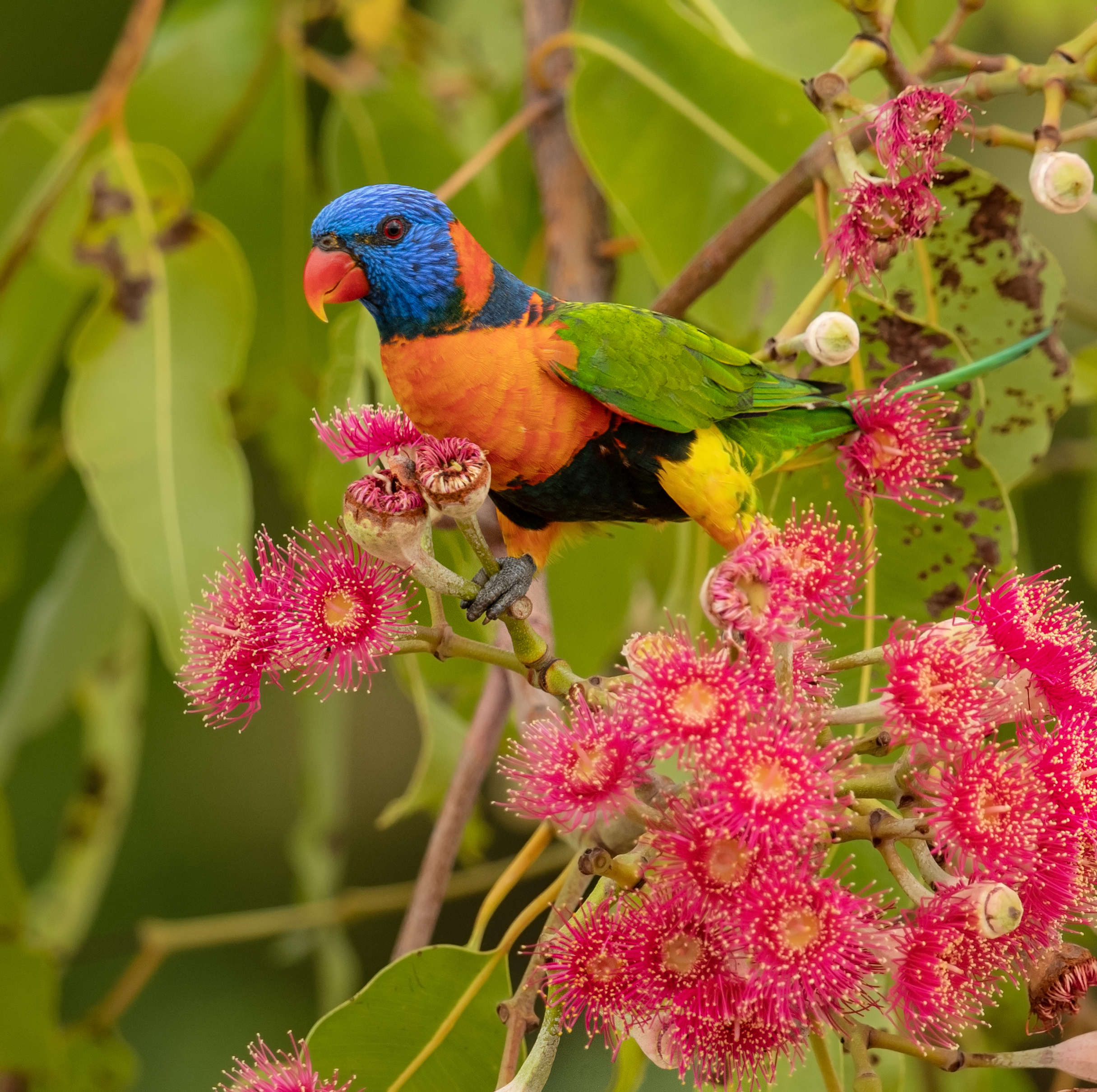

شهدطوطیک یقه‌سرخ (نام علمی: Trichoglossus rubritorquis)، گونه‌ای طوطی است که در زیستگاه‌های جنگلی در شمال استرالیا (شمال شرقی استرالیای غربی، شمال قلمرو شمالی و دورترین بخش شمال غربی کوئینزلند) یافت می‌شود. در گدشته زیرگونهای از شهدطوطیک رنگین‌کمان در نظر گرفته می‌شد، اما امروزه بیشتر مقامات اصلی آنها را به عنوان گونه‌های جداگانه در نظر می‌گیرند. هیچ عضو دیگری از گروه شهدطوطیک رنگین‌کمانی یقه نارنجی مایل به سرخ در پس‌سر خود ندارد.
هیچ زیرگونه‌ای شناسایی نشده‌است، و هیچ گونه تنوع منطقه‌ای وجود ندارد.
شهدطوطیک یقه‌سرخ از سرگل‌های پشمی داروین (Eucalyptus miniata) تغذیه می‌کند. گاهی همراه با شهدطوطیک گونه‌گون تغذیه می‌کند.